# Jarosławki (województwo zachodniopomorskie)
Jarosławki (niem. Neuendorf) – wieś w Polsce, położona w województwie zachodniopomorskim, w powiecie goleniowskim, w gminie Maszewo.
W latach 1954–1961 wieś należała i była siedzibą władz gromady Jarosławki, po jej zniesieniu w gromadzie Mosty. W latach 1975–1998 miejscowość administracyjnie należała do województwa szczecińskiego.